# Urmuz (revistă)
Urmuz. Revistă de avangardă a fost o revistă literară românească de avangardă condusă de Geo Bogza și tipărită la Câmpina în 5 numere, între ianuarie și iunie-iulie 1928. Intitulată după pseudonimul scriitorului Urmuz, revista împletea elemente de dadaism și constructivism.
Printre autorii prezenți prin texte și ilustrații se numără Stephan Roll, Ilarie Voronca, Geo Bogza, Victor Brauner, Tristan Tzara, Marc Chagall, Filippo Tommaso Marinetti, Paul Éluard, etc.

## Primul număr
Primul număr al revistei a cuprins în pagina 1 un articol semnat de directorul Bogza; paginile 2 și 3 poezii semnate de Paul Eluard, F.T. Marinetti (în franceză), Ilarie Voronca, George Dinu și Geo Bogza și ultima pagina, cea de-a 4, rubrica "Haut – Parleur", un fel de "Revista revistelor culturale".

## Reeditări
- Urmuz, (reproducere anastatică a revistei tipărite de Geo(rge) Bogza între 1928-1930 la Câmpina), Editura Vinea, colecția «Reviste românești de avangardă», 1998;
- Urmuz, Revistă de avangardă, editor Biblioteca județeană „Nicolae Iorga”, Ploiești, 2007, Ediție integrală, îngrijită de Nicolae Boaru. [2]